# Liste der Kulturdenkmale in Borsfleth
In der Liste der Kulturdenkmale in Borsfleth sind alle Kulturdenkmale der schleswig-holsteinischen Gemeinde Borsfleth (Kreis Steinburg) aufgelistet (Stand: 10. März 2025).

## Legende
In den Spalten befinden sich folgende Informationen:
- Objekt-ID: die Nummer des Kulturdenkmales
- Lage: die Adresse des Kulturdenkmales und die geographischen Koordinaten. Kartenansicht, um Koordinaten zu setzen. In der Kartenansicht sind Kulturdenkmale ohne Koordinaten mit einem roten Marker dargestellt und können in der Karte gesetzt werden. Kulturdenkmale ohne Bild sind mit einem blauen Marker gekennzeichnet, Kulturdenkmale mit Bild mit einem grünen Marker.
- Offizielle Bezeichnung: Bezeichnung des Kulturdenkmales
- Beschreibung: die Beschreibung des Kulturdenkmales
- Bild: ein Bild des Kulturdenkmales

## Sachgesamtheiten
| Objekt-ID      | Lage                                                           | Offizielle Bezeichnung | Beschreibung | Bild                             |
| -------------- | -------------------------------------------------------------- | ---------------------- | --- | -------------------------------- |
| 41015 Wikidata | Carl-Lensch-Straße 5, Dorfstraße (53° 49′ 38″ N, 9° 25′ 47″ O) | Kirche St. Urban       | Aktualisierung vorgesehen - Begründung: geschichtlich, künstlerisch, städtebaulich, Kulturlandschaft prägend - Schutzumfang: Kirche St. Urban mit Ausstattung, Kirchhof, Grabmale bis 1870, Gusseisenpforte, Lindenkranz (Dorfstraße); Pastorat (Carl-LenschStraße 5) | weitere Fotos \| Fotos hochladen |

## Quelle
- Liste der Kulturdenkmale in Schleswig-Holstein – Kreis Steinburg

- Karte mit allen Koordinaten:
- OSM |
- WikiMap